# Шаабан Роберт
Шаабан бин Роберт (Shaaban Bin Robert; означает на русском: Шаабан сын Роберта) или кратче Шаабан Роберт (1 января 1909 во Вибамбе в округе Танга в Танганьике (теперь Танзания) — 22 июня 1962 в Танге) — танзанийский лирик, писатель и эссеист. Сохранял африканские традиции лирики и песен на языке суахили. Считается одним из самых важных писателей, кто писал на суахили. Известен также как «Поэт-лауреат суахили» или «Отец суахили».